# Bathypalaemonella zimmeri
Bathypalaemonella zimmeri is een garnalensoort uit de familie van de Bathypalaemonellidae. De wetenschappelijke naam van de soort is voor het eerst geldig gepubliceerd in 1914 door Balss.